# Schmalblättrige Schwertpflanze
|  | Dieser Artikel wurde aufgrund von formalen oder inhaltlichen Mängeln in der Qualitätssicherung Biologie im Abschnitt „Pflanzen“ zur Verbesserung eingetragen. Dies geschieht, um die Qualität der Biologie-Artikel auf ein akzeptables Niveau zu bringen. Bitte hilf mit, diesen Artikel zu verbessern! Artikel, die nicht signifikant verbessert werden, können gegebenenfalls gelöscht werden. Lies dazu auch die näheren Informationen in den Mindestanforderungen an Biologie-Artikel. |

Die Schmalblättrige Schwertpflanze (Echinodorus angustifolius) ist eine Pflanzenart aus der Familie der Froschlöffelgewächse (Alismataceae). Sie gedeiht als Sumpfpflanze, ist in Brasilien (Mato Grosso) beheimatet und eng verwandt mit Echinodorus bolivianus.

## Beschreibung
Es handelt sich um eine Ausläufer bildende, mehrjährige, krautige Pflanze, die Wuchshöhen von 40 bis 60 Zentimetern erreicht (Eine kleine, langsamer als die Stammform wachsende Form der Art wird nur 8 bis 10 Zentimeter hoch). Die 3 bis 4 Millimeter breiten, bandförmigen Laubblätter wachsen aus einer Rosette hervor. Die Blattoberfläche mit gelblichem ein bis zwei Millimeter breitem Mittelnerv ist hellgrün.

## Nutzung
Die Schmalblättrige Schwertpflanze wird häufig in der Aquaristik als Aquarienpflanze verwendet, da sie anspruchslos und anpassungsfähig ist. Die Rosettenpflanze wirkt besonders gut in hohen Aquarien. Der Lichtbedarf dieser Pflanze ist mittel.